# Boston Celtics 2013-2014
La stagione 2013-14 dei Boston Celtics fu la 68ª nella NBA per la franchigia.

## Scelta draft
| Giro | Chiamata                                                | Giocatore      | Ruolo | Nazionalità | College/Club |
| ---- | ------------------------------------------------------- | -------------- | ----- | ----------- | ------------ |
| 1    | 16 (ceduto a Dallas Mavericks) (ceduto a Atlanta Hawks) | Lucas Nogueira | C     | Brasile     | Estudiantes  |

## Mercato

### Free agent
Alla fine della stagione 2011-2012 sono diventati Free Agent:
| Numero | Giocatore         | Ruolo             | Anno di Nascita | Nazionalità | Firmato |
| ------ | ----------------- | ----------------- | --------------- | ----------- | ------- |
| 44     | Chris Wilcox      | Ala grande/Centro | 1982            | Stati Uniti |         |
| 55     | Terrence Williams | Ala               | 1987            | Stati Uniti |         |

### Cessioni
Nell'estate 2013 i Boston hanno ceduto:
| Numero | Giocatore      | Ruolo   | Anno di Nascita | Nazionalità | Destinazione  |
| ------ | -------------- | ------- | --------------- | ----------- | ------------- |
|        | Lucas Nogueira | Centro  | 1992            | Brasile     | Atlanta Hawks |
|        | Paul Pierce    | Ala     | 1977            | Stati Uniti | Brooklyn Nets |
|        | Kevin Garnett  | Centro  | 1976            | Stati Uniti | Brooklyn Nets |
|        | Jason Terry    | Guardia | 1977            | Stati Uniti | Brooklyn Nets |
|        | Kris Joseph    | Ala     | 1988            | Canada      | [ 3 ]         |

### Acquisti
Nell'estate del 2013 i Boston hanno messo sotto contratto
| Numero | Giocatore      | Ruolo        | Anno di Nascita | Nazionalità | Provenienza      |
| ------ | -------------- | ------------ | --------------- | ----------- | ---------------- |
|        | Kelly Olynyk   | Ala grande/C | 1991            | Canada      | Dallas Mavericks |
|        | Colton Iverson | C            | 1989            | Stati Uniti | Indiana Pacers   |
|        | Gerald Wallace | Ala          | 1982            | Stati Uniti | Brooklyn Nets    |
|        | Kris Humphries | Ala          | 1985            | Stati Uniti | Brooklyn Nets    |
|        | MarShon Brooks | Guardia      | 1989            | Stati Uniti | Brooklyn Nets    |
|        | Keith Bogans   | Guardia      | 1980            | Stati Uniti | Brooklyn Nets    |
|        | Kris Joseph    | Ala          | 1988            | Canada      | Brooklyn Nets    |

## Roster
| N° | Naz.                   | Ruolo | Sportivo        | Anno | Alt. | Peso \|\| |  |
| -- | ---------------------- | ----- | --------------- | ---- | ---- | --------- |  |
| 0  | Stati Uniti (bandiera) | G     | Avery Bradley   | 1990 | 188  | 82        |  |
| 4  | Stati Uniti (bandiera) | GA    | Keith Bogans    | 1980 | 196  | 98        |  |
| 7  | Stati Uniti (bandiera) | AC    | Jared Sullinger | 1992 | 206  | 127       |  |
| 8  | Stati Uniti (bandiera) | A     | Jeff Green      | 1986 | 206  | 107       |  |
| 9  | Stati Uniti (bandiera) | G     | Rajon Rondo     | 1986 | 185  | 78        |  |
| 11 | Stati Uniti (bandiera) | G     | Jerryd Bayless  | 1988 | 191  | 91        |  |
| 11 | Stati Uniti (bandiera) | G     | Courtney Lee    | 1985 | 196  | 91        |  |
| 12 | Stati Uniti (bandiera) | G     | MarShon Brooks  | 1989 | 196  | 91        |  |
| 12 | Stati Uniti (bandiera) | G     | Chris Johnson   | 1990 | 198  | 91        |  |
| 13 | Stati Uniti (bandiera) | G     | Vander Blue     | 1992 | 193  | 91        |  |
| 26 | Stati Uniti (bandiera) | G     | Phil Pressey    | 1991 | 180  | 79        |  |
| 27 | Stati Uniti (bandiera) | G     | Jordan Crawford | 1988 | 193  | 88        |  |
| 30 | Stati Uniti (bandiera) | AG    | Brandon Bass    | 1985 | 203  | 109       |  |
| 38 | Brasile (bandiera)     | C     | Vitor Faverani  | 1988 | 211  | 118       |  |
| 41 | Canada (bandiera)      | AC    | Kelly Olynyk    | 1991 | 213  | 108       |  |
| 43 | Stati Uniti (bandiera) | A     | Kris Humphries  | 1985 | 206  | 107       |  |
| 45 | Stati Uniti (bandiera) | A     | Gerald Wallace  | 1982 | 201  | 98        |  |
| 50 | Canada (bandiera)      | C     | Joel Anthony    | 1982 | 206  | 111       |  |
| 52 | Stati Uniti (bandiera) | G     | Chris Babb      | 1990 | 196  | 102       |  |

### Staff tecnico
- Allenatore: Brad Stevens
- Vice-allenatori: Ron Adams, Jamie Young, Jay Larrañaga, Walter McCarty, Micah Shrewsberry
- Preparatore fisico: Bryan Doo
- Preparatore atletico: Ed Lacerte

## Pre-stagione

### Orlando Summer League
Dal 7 al 12 luglio Boston ha partecipato alla Summer League che si è svolta ad Orlando.
| Data      | Orlando Summer League | Risultato    | Risultato                  |
|           |                       |              |                            |
| 7 luglio  | Boston - Orlando      | 88-95 scheda | 26-22; 16-25; 29-23; 17-25 |
| 8 luglio  | Boston - Detroit      | 93-63 scheda | 30-9; 15-21; 25-13; 23-20  |
| 9 luglio  | Indiana - Boston      | 74-76 scheda | 20-15; 9-25; 25-20; 20-16  |
| 10 luglio | Boston - Houston      | 78-85 scheda | 17-24; 23-19; 16-24; 22-18 |